# Saison 1959-1960 du FC Nantes
Chronologie
Saison précédente Saison suivante
La saison 1959-1960 du FC Nantes est la 17e saison de l'histoire du club nantais. Le club est engagé dans trois compétitions officielles : la Division 2 (15e participation), la Coupe de France (17e participation) et enfin la Coupe Charles Drago 1960 (9e participation).

## Effectif et encadrement

### Tableau des transferts

#### Transferts du mercato d'été
| Nom                    | Nationalité | Poste     | Transfert                        | Provenance/Destination | Division         |
| ---------------------- | ----------- | --------- | -------------------------------- | ---------------------- | ---------------- |
| Arrivées               |             |           |                                  |                        |                  |
| Claude Simonet         | France      | Gardien   |                                  | FC Nantes rés.         | CFA - Ouest (D3) |
| Lehel Somlay           | Hongrie     | Gardien   | Prêt                             | Le Havre AC            | Division 2 (D2)  |
| Daniel Carpentier      | France      | Défenseur |                                  | US Forbach             | Division 2 (D2)  |
| Gabriel Caullery       | France      | Défenseur |                                  | Angers SCO             | Division 1 (D1)  |
| Jean-Marie Couronne    | France      | Milieu    |                                  | Angers SCO             | Division 1 (D1)  |
| Kurt Schindlauer       | Autriche    | Attaquant |                                  | SC Wacker Vienne (?)   |                  |
| Départs                |             |           |                                  |                        |                  |
| Daniel Eon             | France      | Gardien   |                                  | FC Nantes rés.         | CFA - Ouest (D3) |
| Pierre Girardeau       | France      | Gardien   |                                  |                        |                  |
| Louis Pinat            | France      | Gardien   | Échangé contre Daniel Carpentier | US Forbach             | Division 2 (D2)  |
| Guy Belin              | France      | Défenseur |                                  |                        |                  |
| Felice Rinaldo Farina  | Italie      | Défenseur |                                  |                        |                  |
| Gilbert Le Chenadec    | France      | Défenseur |                                  | FC Nantes rés.         | CFA - Ouest (D3) |
| Limberger              | France      | Défenseur |                                  |                        |                  |
| Patrice Mayet          | France      | Défenseur | Retour de prêt                   | Stade rennais UC       | Division 1 (D1)  |
| André Bouteiller       | France      | Milieu    | Échangé contre Daniel Carpentier | US Forbach             | Division 2 (D2)  |
| Christian de Vaufleury | France      | Milieu    |                                  |                        |                  |
| Louis Dikabo           | Cameroun    | Milieu    |                                  |                        |                  |
| Samuel Doualla         | Cameroun    | Milieu    |                                  | FC Nantes rés.         | CFA - Ouest (D3) |
| Kingué                 | France      | Milieu    |                                  |                        |                  |
| Saïd-Albert Guessoum   | France      | Milieu    |                                  | US Boulogne-sur-Mer    | Division 2 (D2)  |
| Gilbert Rivalland      | France      | Milieu    |                                  |                        |                  |
| Paul Verpillat         | France      | Milieu    |                                  |                        |                  |
| René Caugant           | France      | Attaquant |                                  |                        |                  |
| Henri Ebouaney         | Cameroun    | Attaquant |                                  |                        |                  |
| Ernst Melchior         | Autriche    | Attaquant |                                  |                        |                  |
| Tann                   | France      | Attaquant |                                  |                        |                  |

#### Transferts hors mercato
| Nom                 | Nationalité | Poste     | Transfert    | Provenance/Destination | Division        |
| ------------------- | ----------- | --------- | ------------ | ---------------------- | --------------- |
| Arrivées            |             |           |              |                        |                 |
| René Dereuddre      | France      | Milieu    | (15 octobre) | Angers SCO             | Division 1 (D1) |
| Yvon-Samuel Robinet | France      | Attaquant | (novembre)   | FC Grenoble            | Division 2 (D2) |

#### Transferts dans le staff technique
| Nom              | Nationalité     | Poste      | Transfert | Provenance/Destination | Division        |
| ---------------- | --------------- | ---------- | --------- | ---------------------- | --------------- |
| Arrivées         |                 |            |           |                        |                 |
| Karel Michlowski | Tchécoslovaquie | Entraîneur |           | Angers SCO             | Division 1 (D1) |
| Départs          |                 |            |           |                        |                 |
| Louis Dupal      | Tchécoslovaquie | Entraîneur |           | FC Sochaux-Montbéliard | Division 1 (D1) |

## Matchs amicaux
| Date                 | Statut        | Adversaire | Niveau | Lieu | Score | Buteurs du FC Nantes | Affluence |
| -------------------- | ------------- | ---------- | ------ | ---- | ----- | -------------------- | --------- |
| Vendredi 5 août 1959 | Coupe Odorico | Angers SCO | D1     | Dom. | 6 - 1 | ?                    | 4.398     |

## Compétitions

### Division 2

#### Calendrier
| Date                       | Journée | Adversaire             | Lieu | Score | Buteurs du FC Nantes                                    | Class. | Affluence |
| -------------------------- | ------- | ---------------------- | ---- | ----- | ------------------------------------------------------- | ------ | --------- |
| Mercredi 18 août 1959      | J01     | FC Rouen               | Dom. | 2 - 0 |                                                         |        |           |
| Dimanche 23 août 1959,     | J02     | FC Metz                | Ext. | 1 - 2 | Pohon 88e                                               |        | 5.623     |
| Samedi 29 août 1959        | J03     | FC Sète                | Dom. | 2 - 0 |                                                         |        |           |
| Dimanche 6 septembre 1959  | J04     | AS Cannes              | Dom. | 3 - 0 |                                                         |        |           |
| Dimanche 13 septembre 1959 | J05     | US Forbach             | Ext. | 5 - 1 |                                                         |        |           |
| Dimanche 20 septembre 1959 | J06     | AS aixoise             | Ext. | 1 - 0 |                                                         |        |           |
| Jeudi 24 septembre 1959    | J07     | Lille OSC              | Dom. | 0 - 0 | -                                                       |        |           |
| Dimanche 27 septembre 1959 | J08     | RCFC Besançon          | Ext. | 2 - 0 |                                                         |        |           |
| Dimanche 4 octobre 1959    | J09     | CA Paris               | Dom. | 0 - 1 | -                                                       |        | 7.144     |
| Dimanche 11 octobre 1959   | J10     | Olympique de Marseille | Dom. | 4 - 2 | Couronne 16e 56e, Collados 20e, Schindlauer 76e         |        | 13.085    |
| Jeudi 15 octobre 1959      | J11     | FC Nancy               | Dom. | 0 - 0 | -                                                       |        |           |
| Dimanche 18 octobre 1959   | J12     | AS Troyes-Savinienne   | Ext. | 1 - 4 |                                                         |        |           |
| Dimanche 25 octobre 1959   | J13     | SO Montpellier         | Dom. | 3 - 3 | Dereuddre 3e, Collados 52e, Fabre 89e                   |        | 9.390     |
| Samedi 31 octobre 1959     | J14     | Red Star OA            | Ext. | 1 - 2 | Couronne 43e                                            |        | 4.946     |
| Dimanche 8 novembre 1959   | J15     | AS Béziers             | Dom. | 1 - 0 |                                                         |        |           |
| Mercredi 11 novembre 1959  | J16     | Olympique alésien      | Ext. | 1 - 0 |                                                         |        |           |
| Dimanche 15 novembre 1959  | J17     | FC Grenoble            | Ext. | 0 - 2 | -                                                       |        |           |
| Dimanche 22 novembre 1959  | J18     | CO Roubaix-Tourcoing   | Dom. | 2 - 1 | Collados 46e, M'Nick 84e                                |        | 8.397     |
| Dimanche 29 novembre 1959  | J19     | US Boulogne-sur-Mer    | Ext. | 1 - 1 |                                                         |        |           |
| Dimanche 6 décembre 1959   | J20     | FC Sète                | Ext. | 0 - 0 | -                                                       |        |           |
| Dimanche 13 décembre 1959  | J21     | RCFC Besançon          | Dom. | 0 - 2 | -                                                       |        |           |
| Dimanche 20 décembre 1959  | J22     | Lille OSC              | Ext. | 0 - 4 | -                                                       |        |           |
| Dimanche 3 janvier 1960    | J23     | Olympique de Marseille | Ext. | 2 - 2 | Collados 22e, Moudio 44e                                |        | 11.270    |
| Dimanche 10 janvier 1960   | J24     | SO Montpellier         | Ext. | 0 - 1 | -                                                       |        |           |
| Dimanche 17 janvier 1960,  | J25     | FC Metz                | Dom. | 1 - 2 | Dereuddre 38e                                           |        | 8.306     |
| Dimanche 31 janvier 1960   | J26     | AS Cannes              | Ext. | 1 - 1 |                                                         |        |           |
| Dimanche 7 février 1960    | J27     | CO Roubaix-Tourcoing   | Ext. | 1 - 0 |                                                         |        |           |
| Dimanche 21 février 1960   | J28     | US Forbach             | Dom. | 1 - 1 |                                                         |        |           |
| Dimanche 28 février 1960   | J29     | FC Rouen               | Ext. | 0 - 2 | -                                                       |        |           |
| Dimanche 13 mars 1960      | J30     | Olympique alésien      | Dom. | 2 - 2 |                                                         |        |           |
| Dimanche 20 mars 1960      | J31     | FC Grenoble            | Dom. | 3 - 1 | Moudio 26e, Robinet 27e, Collados 74e                   |        | 5.040     |
| Dimanche 27 mars 1960      | J32     | AS Béziers             | Ext. | 1 - 2 |                                                         |        |           |
| Dimanche 10 avril 1960     | J33     | AS Troyes-Savinienne   | Dom. | 3 - 0 |                                                         |        |           |
| Dimanche 17 avril 1960     | J34     | FC Nancy               | Ext. | 1 - 2 |                                                         |        |           |
| Dimanche 1er mai 1960      | J35     | Red Star OA            | Dom. | 5 - 1 | Collados 2e 57e, Dereuddre 4e, Couronne 73e, Moudio 87e |        | 5.472     |
| Samedi 7 mai 1960          | J36     | AS aixoise             | Dom. | 2 - 1 |                                                         |        |           |
| Dimanche 22 mai 1960       | J37     | CA Paris               | Ext. | 1 - 3 |                                                         |        |           |
| Samedi 28 mai 1960         | J38     | US Boulogne-sur-Mer    | Dom. | 4 - 2 |                                                         |        |           |

#### Classement
| Rang | Équipe                  | Pts | J  | G  | N  | P  | Bp | Bc | Diff |
| ---- | ----------------------- | --- | -- | -- | -- | -- | -- | -- | ---- |
| 1    | FC Grenoble             | 51  | 38 | 22 | 7  | 9  | 55 | 33 | +22  |
| 2    | FC NancyR               | 50  | 38 | 19 | 12 | 7  | 61 | 39 | +22  |
| 3    | FC Rouen                | 47  | 38 | 21 | 5  | 12 | 77 | 45 | +32  |
| 4    | AS Troyes-Savinienne    | 47  | 38 | 21 | 5  | 12 | 65 | 54 | +11  |
| 5    | Red Star OA             | 46  | 38 | 21 | 4  | 13 | 69 | 45 | +24  |
| 6    | FC Metz                 | 45  | 38 | 18 | 9  | 11 | 58 | 42 | +16  |
| 7    | SO Montpellier          | 44  | 38 | 18 | 8  | 12 | 57 | 48 | +9   |
| 8    | FC Nantes               | 41  | 38 | 16 | 9  | 13 | 58 | 48 | +10  |
| 9    | Olympique alésienR      | 40  | 38 | 13 | 14 | 11 | 48 | 42 | +6   |
| 10   | Olympique de MarseilleR | 37  | 38 | 16 | 5  | 17 | 57 | 63 | -6   |
| 11   | Lille OSCR              | 36  | 38 | 12 | 12 | 14 | 62 | 62 | 0    |
| 12   | AS Béziers              | 36  | 38 | 12 | 12 | 14 | 51 | 59 | -8   |
| 13   | RCFC Besançon           | 35  | 38 | 14 | 7  | 17 | 50 | 44 | +6   |
| 14   | FC Sète                 | 35  | 38 | 13 | 9  | 16 | 43 | 52 | -9   |
| 15   | US Forbach              | 33  | 38 | 10 | 13 | 15 | 52 | 57 | -5   |
| 16   | CA Paris                | 31  | 38 | 14 | 3  | 21 | 61 | 68 | -7   |
| 17   | AS Cannes               | 31  | 38 | 11 | 9  | 18 | 45 | 74 | -29  |
| 18   | CO Roubaix-Tourcoing    | 28  | 38 | 7  | 14 | 17 | 48 | 65 | -17  |
| 19   | US Boulogne-sur-MerP    | 27  | 38 | 8  | 11 | 19 | 42 | 73 | -31  |
| 20   | AS aixoise              | 2   | 38 | 6  | 8  | 24 | 33 | 79 | -46  |

Promotions et relégations
- Montée en Division  1 1960-1961
- Rétrogradation administrative

Abréviations
- R : Relégué de Division 1 1958-1959
- P : Promu de CFA 1958-1959

#### Buteurs
| Rang      | No.       | Pos.      | Nat.      | Nom                 | Buts |
| --------- | --------- | --------- | --------- | ------------------- | ---- |
| 1         |           |           |           | Dominique Collados  | 13   |
| 2         |           |           |           | Jean-Marie Couronne | 9    |
|           |           |           |           | Martin Moudio       | 9    |
|           |           |           |           | Yvon-Samuel Robinet | 9    |
| 5         |           |           |           | René Dereuddre      | 6    |
| 6         |           |           |           | Kurt Schindlauer    | 5    |
| 7         |           |           |           | Thadée M'Nick       | 4    |
| 8         |           |           |           | Jacques Carpentier  | 1    |
|           |           |           |           | Roger Pohon         | 1    |
| 9 buteurs | 9 buteurs | 9 buteurs | 9 buteurs | TOTAUX              | 58   |

### Coupe de France

#### Calendrier
| Date                     | Tour            | Adversaire          | Niveau | Lieu   | Score | Buteurs du FC Nantes | Affluence |
| ------------------------ | --------------- | ------------------- | ------ | ------ | ----- | -------------------- | --------- |
| ?                        | 6e tour         | Saint-Maur          | ?      | ?      | 8 - 0 | ?                    | ?         |
| Dimanche 24 janvier 1960 | 1/32e de finale | US Boulogne-sur-Mer | D2     | Neutre | 0 - 3 | -                    | 4.161     |

#### Buteurs
| Rang | No. | Pos. | Nat. | Nom          | Buts |
| ---- | --- | ---- | ---- | ------------ | ---- |
|      |     |      |      | Indéterminés | 8    |
|      |     |      |      | TOTAUX       | 8    |

### Coupe Charles Drago

#### Calendrier
| Date                     | Tour     | Adversaire            | Niveau | Lieu | Score | Buteurs du FC Nantes | Affluence |
| ------------------------ | -------- | --------------------- | ------ | ---- | ----- | -------------------- | --------- |
| Dimanche 14 février 1960 | 1er tour | US Valenciennes-Anzin | D1     | Ext. | 1 - 2 | M'Nick 63e           | 2.043     |

#### Buteurs
| Rang     | No.      | Pos.     | Nat.     | Nom           | Buts |
| -------- | -------- | -------- | -------- | ------------- | ---- |
| 1        |          | M        |          | Thadée M'Nick | 1    |
| 1 buteur | 1 buteur | 1 buteur | 1 buteur | TOTAUX        | 1    |

## Statistiques

### Statistiques collectives
| Compétition         | Débute au tour | Termine         | Matches joués | Gagnés | Nuls | Perdus | Buts pour | Buts contre | Différence |
| ------------------- | -------------- | --------------- | ------------- | ------ | ---- | ------ | --------- | ----------- | ---------- |
| Division 2          | -              | 8e              | 38            | 16     | 9    | 13     | 58        | 48          | +10        |
| Coupe de France     | 6e tour        | 1/32e de finale | 2             | 1      | 0    | 1      | 8         | 3           | +5         |
| Coupe Charles Drago | 1er tour       | 1er tour        | 1             | 0      | 0    | 1      | 1         | 2           | -1         |
| Total               | -              | -               | 41            | 17     | 9    | 15     | 67        | 53          | +14        |

## Autres équipes

### Équipe B

#### Classement
Le groupe Ouest est remporté par le FC Rouen (B). 
| Rang | Équipe         | Pts | J  | G | N | P | Bp | Bc | Diff |
| ---- | -------------- | --- | -- | - | - | - | -- | -- | ---- |
| 1    | FC Rouen rés.  | -   | 26 | - | - | 0 | 0  | 0  | 0    |
| 2    | AS Brest       | -   | 26 | - | - | 0 | 0  | 0  | 0    |
| 3    | US Quevilly    | -   | 26 | - | - | 0 | 0  | 0  | 0    |
| 4    | AS Orléans     | -   | 26 | - | - | 0 | 0  | 0  | 0    |
| 5    | SO Cholet      | -   | 26 | - | - | 0 | 0  | 0  | 0    |
| 6    | AAJ Blois      | -   | 26 | - | - | 0 | 0  | 0  | 0    |
| 7    | Stade brestois | -   | 26 | - | - | 0 | 0  | 0  | 0    |
| 8    | Stade briochin | -   | 26 | - | - | 0 | 0  | 0  | 0    |
| 9    | SM Caen        | -   | 26 | - | - | 0 | 0  | 0  | 0    |
| 10   | VS Chartres    | -   | 26 | - | - | 0 | 0  | 0  | 0    |
| 11   | FC Nantes rés. | -   | 26 | - | - | 0 | 0  | 0  | 0    |
| 12   | AS Cherbourg   | -   | 26 | - | - | 0 | 0  | 0  | 0    |
| 13   | LB Châteauroux | -   | 26 | - | - | 0 | 0  | 0  | 0    |
| 14   | FC Dieppe      | -   | 26 | - | - | 0 | 0  | 0  | 0    |